# ناگاهاپولا
ناگاهاپولا (به لاتین: Nagahapola) یک منطقهٔ مسکونی در سری‌لانکا است که در استان مرکزی (سری‌لانکا) واقع شده‌است.